# Phaenicophaeini
Phaenicophaeini – plemię ptaków z podrodziny kukułek (Cuculinae) w rodzinie kukułkowatych (Cuculidae). 

## Występowanie
Plemię obejmuje gatunki występujące w południowo-wschodniej Azji, Australazji, Ameryce, Afryce i południowej Europie.

## Systematyka
Do plemienia należą następujące rodzaje:
- Rhinortha Vigors, 1830 – jedynym przedstawicielem jest Rhinortha chlorophaea – kukuła kasztanowata
- Ceuthmochares Cabanis & F. Heine Sr., 1863 – jedynym przedstawicielem jest Ceuthmochares aereus – siwianka
- Taccocua Lesson, 1830 – jedynym przedstawicielem jest Taccocua leschenaultii – kukuła płowa
- Zanclostomus Swainson, 1837 – jedynym przedstawicielem jest Zanclostomus javanicus – kukuła ognista
- Phaenicophaeus Stephens, 1815
- Dasylophus Swainson, 1837 – jedynym przedstawicielem jest Dasylophus superciliosus – kukuła czerwonoczuba
- Lepidogrammus Reichenbach, 1849 – jedynym przedstawicielem jest Lepidogrammus cumingi – kukuła białolica
- Rhamphococcyx Cabanis & F. Heine Sr., 1863 – jedynym przedstawicielem jest Rhamphococcyx calyorhynchus – kukuła grubodzioba
- Clamator Kaup, 1829
- Coccycua Lesson, 1830
- Piaya Lesson, 1830
- Coccyzus Vieillot, 1816